# Miroslav Žamboch
Miroslav Žamboch (ur. 13 stycznia 1972 w Hranicach na Morawach) – czeski pisarz fantasy i science fiction. Ukończył fizykę na wydziale inżynierii jądrowej Politechniki w Pradze, potem pracował w Instytucie Badań Jądrowych w miejscowości Řež.
Jest miłośnikiem sportów ekstremalnych (wspinaczka górska, downhill) oraz amatorsko boksuje.
Wydał kilkanaście powieści i zbiorów opowiadań. W języku polskim ukazały się do tej pory następujące książki, wszystkie wydane przez lubelskie wydawnictwo Fabryka Słów:
- Pojedyncze powieści:
  - Sierżant (cz. Seržant) (2005)
  - Mroczny zbawiciel t. I (2008) i II (2009)
  - Wylęgarnia. Śmierć zrodzona w Pradze (cz. Líheň Smrt zrozená v Praze) (2009)
  - Wylęgarnia 2. Królowa śmierci (cz. Líheň 2 královna smrtí) (2009)
  - Łowcy (cz. Predátoři) (2010)
  - Percepcja (2013)
  - W służbie klanu (cz.  Ve službách klanu ) (2014)
  - Wojna absolutna (2016)
  - Ostatni bierze wszystko (2017)
  - Zakuty w stal (2017)
- Cykl o Baklym:
  - Bez litości (cz. Bez slitováni) (2006)
  - Czas żyć, czas zabijać (cz. Čas žít, čas zabíjet) (2012)
  - Szukając śmierci (cz. Hledání smrti) (2019)
  - W objęciach śmierci (cz.  V objetí smrti) (2020)
- Cykl o Koniaszu:
  - Na ostrzu noża, t. I i II (2007)
  - Krawędź żelaza t. I (2007) i II (2008)
  - Koniasz. Wilk samotnik t. I i II (2010)
- Cykl o agencie JFK:
  - JFK 1 – Przemytnik (cz. Pašerák), (wspólnie z Jiřím Procházką)
  - JFK 2 – Nie ma krwi bez ognia (cz. Není krve bez ohně), (wspólnie z Jiřím Procházką)
  - JFK 3 – Miecz i tomahawk (cz. Meč a tomahawk), (wspólnie z Jiřím Procházką)
  - JFK 4 – Armie Nieśmiertelnych (cz. Armády nesmrtelných), (wspólnie z Jiřím Procházką)
  - JFK 5 – Lodowa Gra (cz. Chladná hra), (wspólnie z Tomášem Němcem)
  - JFK 6 – Ze śmiercią za plecami (cz. Se smrtí v zádech)
  - JFK 7 – Płonące Anioły (cz. Hořící andělé)